# 亀岡慎一
亀岡 慎一（かめおか しんいち、3月23日 - ）は、日本のゲームクリエイター・キャラクターデザイナー・イラストレーター。元株式会社ブラウニーブラウン元代表取締役社長。現株式会社ブラウニーズ代表。

## 経歴
他業種の会社に勤めたあと、1991年頃、株式会社スクウェアに入社。
スクウェアの2Dグラフィックス全盛時代の世代のコンピュータゲーム・グラフィックデザイナーである。
スクウェアに入社する前、漫画家をしていた時期があり（『月刊少年マガジン』で前後編の読み切り漫画を掲載）「かめおか慎太」というペンネームを用いて活動していた。デビュー前に小学館の新人漫画家のコンテストで入選したこともある。現在も、広告用イラストのサインなどに、かめおか慎太や亀岡慎太のペンネームを使っている。
『聖剣伝説2』、『聖剣伝説3』（以上イラストは結城信輝）、『聖剣伝説 LEGEND OF MANA』、『新約 聖剣伝説』、『チョコボスタリオン』、『マジカルバケーション』、『マジカルバケーション 5つの星がならぶとき』などのキャラクターデザインを担当。デザイン面以外では『MOTHER3』や『聖剣伝説 HEROES of MANA』の開発プロデュースを担当している。

## スクウェア退社とブラウニーブラウン設立
1999年当時、『聖剣伝説 LEGEND OF MANA』発売前後のスクウェアは、『ファイナルファンタジーVIII』の記録的売り上げ（莫大な利益）と、フルCG映画版『ファイナルファンタジー』の制作費増大（莫大なコスト増）を受けて、2000年1月、同社の売れ筋である『ファイナルファンタジー』シリーズ、3Dグラフィックスのゲームソフトへの開発資源の集中投入、延いてはこれまで『聖剣伝説』などを作ってきた従業員の転属及び再配置、『聖剣伝説』シリーズに代表される2Dグラフィックスのゲームソフトの開発縮小方針を打ち出した。通称「FFシフト」と呼ばれる会社の変質は、2Dグラフィックスのゲームソフトを作ってきた亀岡の退社を決意させる。
2000年2月頃、のちの会社立ち上げメンバーになる穴澤友樹、津田幸治、井上信行とともにスクウェアを退社。2Dゲームを主力とする携帯ゲーム機「ゲームボーイアドバンス」の発売を控えていた任天堂株式会社の出資によって、2000年6月30日、株式会社ブラウニーブラウンを設立。同社の代表取締役社長に就任。キャラクターデザイナー業と社長業の2足のわらじを履く。
2013年2月1日、同社は1-UPスタジオ株式会社に社名変更、亀岡は同社社長を退任。

## ブラウニーズ設立
2013年2月14日、新会社ブラウニーズの設立を発表。同年3月1日から公式サイトも開設された。

## 絵の特徴
その絵は独特。わかりやすく言えば、クレヨンと水彩絵具で描いたような少年漫画キャラクター風である。頭身が低い割には、やたらと年不相応の筋肉や腹筋を意識した健康児的な肉体（亀岡自身の性格が反映されている）であり、手足の比率も太い、極端気味にデフォルメしてある。それは少年キャラクターだけではなく、女性、大人、老人キャラなども例外ではない。目や眉毛などの顔のパーツは、のりで貼り付けたような感じになっているので、ポーズをとった感じもリアルな感じよりはコミカルな感じに仕上がっている。
逆に言えば、過激な表現でも露骨さがない限りは感じにくくなっているうえに、2Dゲームにおいてドット絵との相性がとても良い。
『マジカルバケーション 5つの星がならぶとき』あたりからはやや一般アニメ的な美男美女の要素も取り入れ、頭身のバランスも安定。キャッチーな絵柄に変化した。
『聖剣伝説3』で仕事を共にした背景グラフィックスデザイナーの津田幸治と、『聖剣伝説 LEGEND OF MANA』以降、共同でイメージイラストを描くことがある。キャラクターを亀岡が手がけ、背景画を津田が描くといった役割分担である。

## 雑記
趣味は球技、折り紙、勝負事。ブラウニーブラウンのスナップでもスポーツをしている姿が確認できる。
ゲームはそれほどする方ではないらしい。思い出のゲームは『ドラゴンクエストII 悪霊の神々』。
『サガ フロンティア』の開発2部（製作スタッフがキャラに扮して登場しコメントを話す場所）や『聖剣伝説 LEGEND OF MANA』のアルテマニア内のコメント欄で（ゲームキャラの）似顔絵を送ってほしいとコメントしている。その影響か『マジカルバケーション』や『新約 聖剣伝説』の発売時にブラウニーブラウンのホームページでユーザーのイラスト企画が行われている。
『MOTHER3』の時に企画・シナリオの糸井重里から「Tシャツ社長」の肩書きをもらっている。
また、無類の練乳好きであり、2009年に社内で行なわれた誕生日会では「練乳社長」と書かれたケーキが渡された様子が同社ホームページに掲載されている。

## 主な関連作品
以下、スクウェア時代
- ファイナルファンタジーIV - デバッグ
- 聖剣伝説2 - プレイヤーキャラクターデザイン
- 聖剣伝説3 - グラフィックデザイン・キャラクター
- サガ フロンティア - グラフィック（主に男性キャラクター担当）
- 聖剣伝説 LEGEND OF MANA - キャラクターイラストレーションズ＆キャラクターグラフィックデザインチーフ
- チョコボスタリオン - キャラクターデザイン

以下、ブラウニー・ブラウン時代
- マジカルバケーション - プロデューサー、アニメーションディレクター、キャラクターデザイン
- 新約 聖剣伝説 - プロダクションプロデューサー、キャラクターデザイン、シナリオアレンジメント
- MOTHER3 - プロデューサー
- マジカルバケーション 5つの星がならぶとき - プロデューサー、キャラクターデザイン、ボイス（ポモドーロ）
- 聖剣伝説 FRIENDS of MANA - キャラクターイラストレーションズ＆キャラクターグラフィックデザインチーフ
- 聖剣伝説 HEROES of MANA - プロダクションプロデューサー、プロジェクトマネージャー、グラフィックデザイン・キャラクター
- ブルードラゴン プラス - プロデューサー、アニメーションディレクター
- かっぱ道 - プロデューサー、ディレクター
- レイトン教授と魔神の笛（レイトン教授のロンドンライフ） - プロデューサー
- リヴリーガーデン - プロデューサー、ディレクター
- ファンタジーライフ - プロデューサー

以下、ブラウニーズ時代
- シューティングゆうしゃ
- セブンス・リバース - スペシャルサンクス
- エグリア - アートディレクター
- ドラえもん のび太の牧場物語 - プロデューサー（亀岡慎太名義）
- 聖剣伝説 LEGEND OF MANA Remastered - パッケージイラスト

## 註
1. ↑  『ビッグコミックスピリッツ』1990年4・5号（合併号）で第3回スピリッツ賞の発表。亀岡慎一の「BAD」が佳作。
2. ↑  DSゲーム『ルミナスアーク3アイズ』の予約特典のイラストの画像を見ると亀岡慎太名義。
3. ↑  亀岡慎一のTwitter 2013年2月1日 14:27の発言
4. ↑  亀岡慎一のTwitter 2013年2月13日 16:18の発言